# Benedikt Sagner
Benedikt Sagner (* 1. Juli 1892 in Svojše/Zwoischen bei Unterreichenstein; † 14. Januar 1945 im Zuchthaus Diez) war ein sudetendeutscher römisch-katholischer Geistlicher und Märtyrer.

## Leben
Benedikt Sagner, geboren in Svojše/Zwoischen bei Rejštejn/Unterreichenstein, ging nach dem Abitur aus dem Böhmerwald in das priesterarme Bistum Leitmeritz in Nordböhmen und wurde am 29. Juni 1917 zum Priester geweiht. Die Stationen seines Wirkens waren zuletzt: Kaplan in Ladowitz (südwestlich Teplitz), dann Kaplan und Pfarrer in Nečenice/Netschenitz und Kaunowa südöstlich Saaz im Landkreis Saaz. 1942 wurde er wegen Hörens von Feindsendern denunziert, am 20. August 1942 von der Gestapo verhaftet und anschließend zu drei Jahren Zuchthaus verurteilt. Er trat die Strafe am 23. November 1942 im Zuchthaus Diez an und starb in der Haft am 14. Januar 1945. Er war 52 Jahre alt.

## Gedenken
Die Römisch-katholische Kirche in Deutschland hat Benedikt Sagner als Märtyrer aus der Zeit des Nationalsozialismus in das deutsche Martyrologium des 20. Jahrhunderts aufgenommen.